# Ozothamnus
Ozothamnus is een geslacht uit de composietenfamilie (Asteraceae). De soorten komen voor in Australazië, Nieuw-Zeeland en op het eiland Nieuw-Caledonië.

## Soorten
- Ozothamnus adnatus DC.
- Ozothamnus aggregatus (Yeo) Anderb.
- Ozothamnus alpinus (N.A.Wakef.) Anderb.
- Ozothamnus antennaria Hook.f.
- Ozothamnus argophyllus (A.Cunn. ex DC.) Anderb.
- Ozothamnus backhousei Hook.f.
- Ozothamnus bidwillii (Benth.) Anderb.
- Ozothamnus bilobus (N.A.Wakef.) Anderb.
- Ozothamnus blackallii (N.T.Burb.) Anderb.
- Ozothamnus bracteolatus Hook.f.
- Ozothamnus buchananii Puttock ex Mig.F.Salas & Schmidt-Leb.
- Ozothamnus cassinioides (Benth.) Anderb.
- Ozothamnus cassiope (S.Moore) Anderb.
- Ozothamnus catadromus (N.A.Wakef.) Anderb.
- Ozothamnus cinereus (Labill.) Sweet
- Ozothamnus conditus (N.A.Wakef.) Anderb.
- Ozothamnus coralloides Hook.f.
- Ozothamnus costatifructus (R.V.Sm.) Anderb.
- Ozothamnus cuneifolius (F.Muell. ex Benth.) Anderb.
- Ozothamnus cupressoides Puttock & D.J.Ohlsen
- Ozothamnus depressus Hook.f.
- Ozothamnus dimorphus (Cockayne) Anderb.
- Ozothamnus diosmifolius (Vent.) DC.
- Ozothamnus diotophyllus (F.Muell.) Anderb.
- Ozothamnus ericifolius Hook.f.
- Ozothamnus eriocephalus (J.H.Willis) Anderb.
- Ozothamnus expansifolius (P.Morris & J.H.Willis) Anderb.
- Ozothamnus ferrugineus (Labill.) Sweet
- Ozothamnus filifolius Puttock
- Ozothamnus floribundus Mig.F.Salas & Schmidt-Leb.
- Ozothamnus glomeratus (Raoul) Hook.f.
- Ozothamnus gunnii Hook.f.
- Ozothamnus hookeri Sond.
- Ozothamnus kempei (F.Muell.) Anderb.
- Ozothamnus ledifolius (A.Cunn. ex DC.) Hook.f.
- Ozothamnus lepidophyllus Steetz
- Ozothamnus leptophyllus (G.Forst.) Breitw. & J.M.Ward
- Ozothamnus lycopodioides Hook.f.
- Ozothamnus microphyllus Hook.f.
- Ozothamnus obcordatus DC.
- Ozothamnus obovatus (DC.) Anderb.
- Ozothamnus occidentalis (N.T.Burb.) Anderb.
- Ozothamnus parvifolius (Yeo) Anderb.
- Ozothamnus pinifolius (G.Forst.) DC.
- Ozothamnus plumeus (Allan) Anderb.
- Ozothamnus purpurascens DC.
- Ozothamnus reflexifolius Leeson & Rozefelds
- Ozothamnus reflexus (N.T.Burb.) Mig.F.Salas & Schmidt-Leb.
- Ozothamnus reticulatus DC.
- Ozothamnus rodwayi Orchard
- Ozothamnus rogersianus (J.H.Willis) Anderb.
- Ozothamnus rosmarinifolius (Labill.) Sweet
- Ozothamnus rufescens DC.
- Ozothamnus scaber F.Muell.
- Ozothamnus scutellifolius Hook.f.
- Ozothamnus secundiflorus (N.A.Wakef.) C.Jeffrey
- Ozothamnus selaginoides Sond. & F.Muell.
- Ozothamnus selago Hook.f.
- Ozothamnus stirlingii (F.Muell.) Anderb.
- Ozothamnus tesselatus (Maiden & R.T.Baker) Anderb.
- Ozothamnus thyrsoideus DC.
- Ozothamnus tuckeri (F.Muell. ex J.H.Willis) Anderb.
- Ozothamnus vagans (C.T.White) Anderb.
- Ozothamnus vespertinus R.W.Davis, Wege & Schmidt-Leb.
- Ozothamnus whitei (N.T.Burb.) Anderb.